# فرانك برازير
فرانك برازير (بالإنجليزية: Frank Brazier) هو دراج أسترالي، ولد في 24 فبراير 1934 في سيدني في أستراليا.

## وصلات خارجية
- فرانك برازير على موقع أرشيف الدراجات (الإنجليزية)
- فرانك برازير على موقع إحصائيات الدراجات الإحترافية (الإنجليزية)
- فرانك برازير على موقع أوليمبيديا (الإنجليزية)
- فرانك برازير على موقع اللجنة الأولمبية الأسترالية (الإنجليزية)
- فرانك برازير على موقع اتحاد ألعاب الكومنولث (مؤرشف) (الإنجليزية)